# Asii Chemnitz Narup
Asii Chemnitz Narup (Nuuk, 27 de juny de 1954) és una política groenlandesa. Des de 2009 és l'alcaldessa de Sermersooq.
Va ser triada membre del Parlament de Groenlàndia en representació del partit polític Inuit Ataqatigiit en 2002, i reelegida en 2005. Va ser ministra de medi ambient i sanitat entre 2003 i 2006. Va dimitir com a protesta pel que per a ella era un mal funcionament del govern. En 2008 va ser triada alcaldessa de Nuuk, però l'1 de gener de 2009 es va convertir en alcaldessa de Sermersooq, fruit de la fusió de diversos municipis.